# 西條義将
西條 義将（にしじょう よしまさ、1974年7月8日 - ）は、日本の俳優。劇団モダンスイマーズ座長、主宰。劇団員などからの愛称は「座長」。

## 来歴
長野県出身。長野県飯山北高等学校卒業。小学校から高校まで野球にあけくれ甲子園を目指すが夢叶わず。卒業後の進路を模索している時テレビドラマを見ていて役者になると心に決め1994年舞台芸術学院演劇科本科入学。同期の蓬莱竜太、古山憲太郎、津村知与支と出会う。卒業後、蓬莱竜太を誘い1999年劇団モダンスイマーズを旗揚げ。主宰として現在に至る。

## 人物
趣味は、野菜栽培など。畑を所有し、2013年5月から自身のブログ「シュサイはヤサイ」で、植える前の畑つくりから収穫までのリポートを続けている。

## 出演

### 舞台
モダンスイマーズ公演
- 第1回旗揚げ公演『モダンスイマー』（1999年、明石スタジオ）
- つくば寺セブンローズ（2000年、明石スタジオ）
- デンキ島（2002年2月、中野ザ・ポケット）
- 北海道公演『ハイポキシック・春』（2002年11月、登別市民会館大ホール）
- ブロンコ（2003年1月、中野ザ・ポケット）
- 番外公演『由希』（2003年8月、下北沢OFF・OFFシアター）
- 五十嵐伝〜五十嵐ハ燃エテイルカ〜（2004年4月、中野ザ・ポケット）
- 番外公演『304』（2004年8月、下北沢OFF・OFFシアター）
- デンキ島　松田リカ編（2005年2月、中野ザ・ポケット）
- 番外公演『さよなら西湖クン』（2005年12月、新宿シアタートップス） - 2006年に『劇団演技者。』
- ゆきてかえらず〜稲上荘の寄るべない日々〜（2006年4月、中野ザ・ポケット）
- 赤木五兄弟（2006年8月、中野ザ・ポケット）
- 回転する夜（2007年4月、中野ザ・ポケット）
- 楽園（2007年10月、三鷹市芸術文化センター 星のホール）
- 夜光ホテル（2008年5月3日 - 6月1日、下北沢OFF・OFFシアター）
- 夜光ホテル〜スイートルームバージョン〜（2008年11月1日 - 4日、精華小劇場 / 2009年1月10日 - 11日、NHKみんなの広場ふれあいホール）
- トワイライツ（2009年2月19日 - 3月1日、吉祥寺シアター / 5月30日 - 31日、西鉄ホール / 6月4日、鎌倉芸術館）
- 血縁〜飛んで火に入る五兄弟〜（2009年7月17日 - 8月2日、赤坂 レッドシアター）
- 凡骨タウン（2010年2月5日 - 21日、東京芸術劇場 シアターイースト）
- 真夏の迷光とサイコ（2010年7月8日 - 18日、青山円形劇場）
- デンキ島　松田リカ篇〜 再演（2011年3月9日 - 16日、あうるすぽっと）
- ロマンサー -夜明峠編-（2012年2月23日 - 3月4日、シアタートラム）
- 楽園 再演（2012年11月7日 - 14日、吉祥寺シアター / 11月27日、ももちパレス / 11月29日、兵庫県立芸術文化センター 中ホール / 12月7日 - 8日、KAAT 神奈川芸術劇場 大スタジオ）
- 死ンデ、イル。（2013年12月12日 - 22日、ザ・スズナリ）
- 悲しみよ、消えないでくれ（2015年1月23日 - 2月1日、東京芸術劇場 シアターイースト）
- 雨とベンツと国道と私（2024年6月8日 - 30日、東京芸術劇場 シアターイースト）[1]

外部公演
- ザ・カブキ（1998年、東京バレエ団、振付:モーリス・ベジャール）
- 流山児★野外オペラ「書を捨てよ、町へ出よう 〜花札伝綺〜」（2001年、流山児★事務所、作:寺山修司、構成・演出:流山児祥）
- ハイポキ（2005年5月、劇団東京ヴォードヴィルショー若手公演、ザ・ポケット、作・演出:蓬莱竜太）
- どん底でバンザイ！（2006年、ファインベリー、作・演出:中島新）
- 第32進海丸（2006年6月・7月、フジテレビ、東京グローブ座、作:蓬莱竜太、演出:鈴木裕美）
- MIKOSHI 〜美しい故郷へ〜（2007年、東京グローブ座、作:樫田正剛、演出:高橋いさお）
- 花火、舞い散る（2007年、椿組、作・演出:田村孝裕）
- ドブネズミたちの眠り（2008年、流山児★事務所、作:坂口瑞穂、演出:流山児祥）
- 赤い城 黒い砂（2009年、4月、松竹、日生劇場、脚本:蓬莱竜太、演出:栗山民也）
- home（2009年、三田村組、作・演出:田村孝裕）
- 海に浮かぶメトロポリス（2009年、とくお組、作・演出:徳尾浩司)
- そのときがきたら 〜映画監督 山中貞雄の青春〜（2010年、カラフル企画、作・演出:園田英樹）
- Happy Hunting Ground 第11回公演「tatsuya 最愛なる者の側へ」（2011年、サイスタジオ、作:鐘下辰男 演出:古川悦史）
- Happy Hunting Ground 第11回公演「燕のいる駅」（2011年、サイスタジオ、作:土田英生、演出:古川悦史）
- ナイアガラ（2012年、劇団HOBO、作・演出:おかやまはじめ）
- 夜回り先生〜いいんだよ昨日までのことは（2012年、ハニープロダクション、原作:水谷修、脚本・演出:さとうしょう）
- 双牙〜ソウガ〜零（2013年、トライフルエンターテインメント、シアター1010、演出・脚色:きだつよし、脚本:羽仁修）
- 「庭にはニワトリ二羽にワニ」「キニサクハナノナ」(2014年、せんがわ劇場、演出:志賀廣太郎）
- 帰還の虹（2014年、タカハ劇団、駅前劇場、脚本・演出:高羽彩）
- 夜食の時間（2014年、張ち切れパンダ、SPACE 雑遊、脚本・演出:梨沢慧以子）

### テレビドラマ
- 劇団演技者。第18作：さよなら西湖クン（2006年5月・6月、フジテレビ系列） - 大河内ヤスオ 役
- こたえてちょーだい（2006年、フジテレビ系列）
- ケータイ刑事 銭形雷（2006年、BS-i） - 神崎良平 役
- きらきら研修医（2007年、TBS系列）第2話
- ネットドラマBBTV（2008年）主演
- 33分探偵（2008年、フジテレビ系列）第7話
- スイート10 〜最後の恋人〜（2008年、TBS系列）
- ラストメール2 〜いちじく白書〜（2009年、BS朝日）
- 温泉若おかみの殺人推理22（2010年、テレビ朝日）
- 月曜ゴールデン「弁護士 一之瀬凛子3」(2010年、TBS系列）
- 上条麗子の事件推理9（2011年、TBS系列）
- スクール!!（2011年、フジテレビ系列）第7話
- 水戸黄門 第42部（2011年、TBS系列）
- 湯けむりバスツアー 桜庭さやかの事件簿4（2012年、TBS系列）

### 映画
- アウトレイジ ビヨンド（2012年）